# Bătălia de pe râul Lys (1940)
Bătălia de pe râul Lys  / Leie (în limbile franceză: Bataille de la Lys, neerlandeză: Leieslag) a fost una dintre principalele bătălii dintre forțele belgine și cele germane din timpul invaziei Belgiei din 1940. Bătălia a primit numele râului Leie (în franceză Lys),  locul unde s-a aflat câmpul de luptă (în Belgia și Nord-Pas-de-Calais).

16 mai
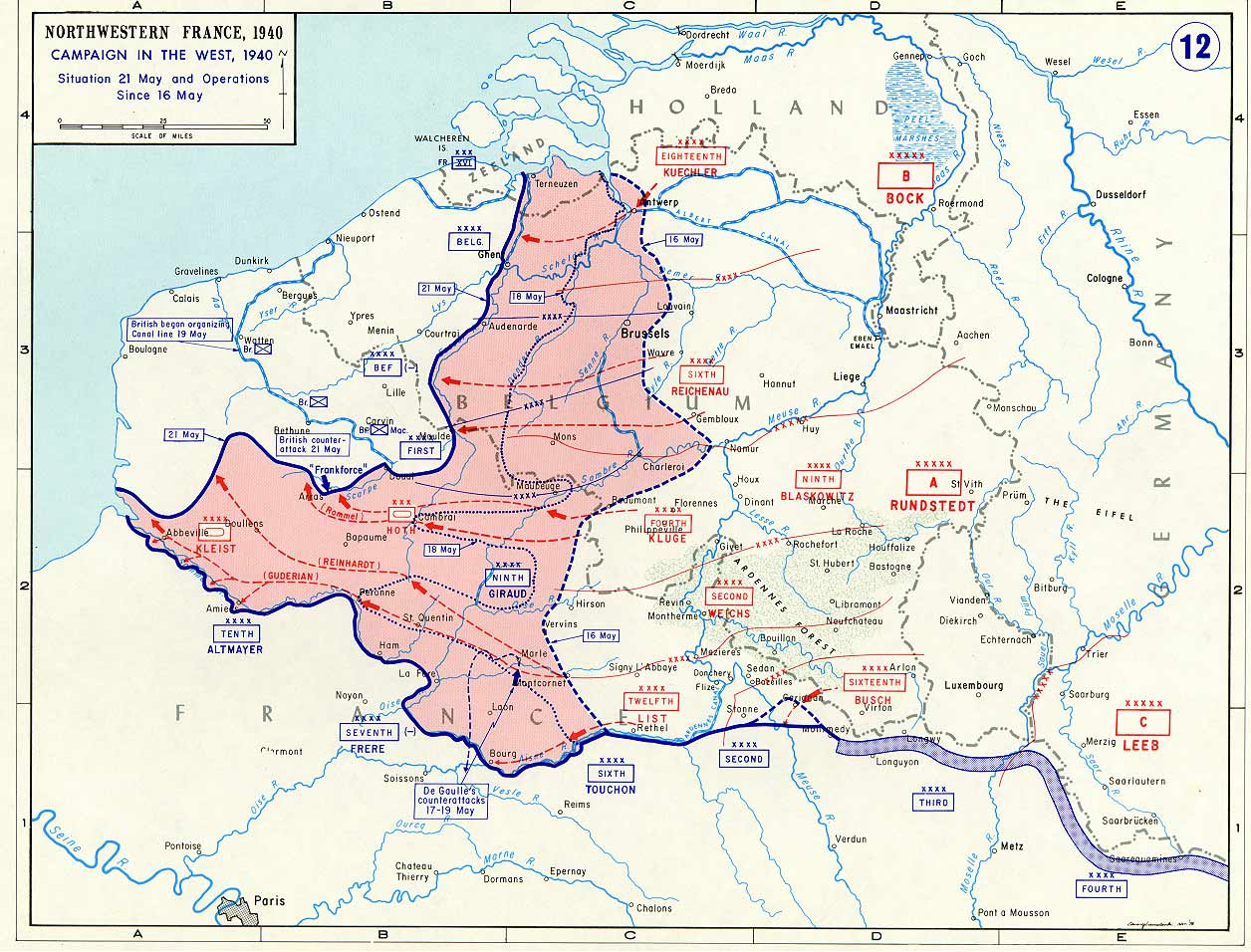
21 mai: trupele în Abbeville
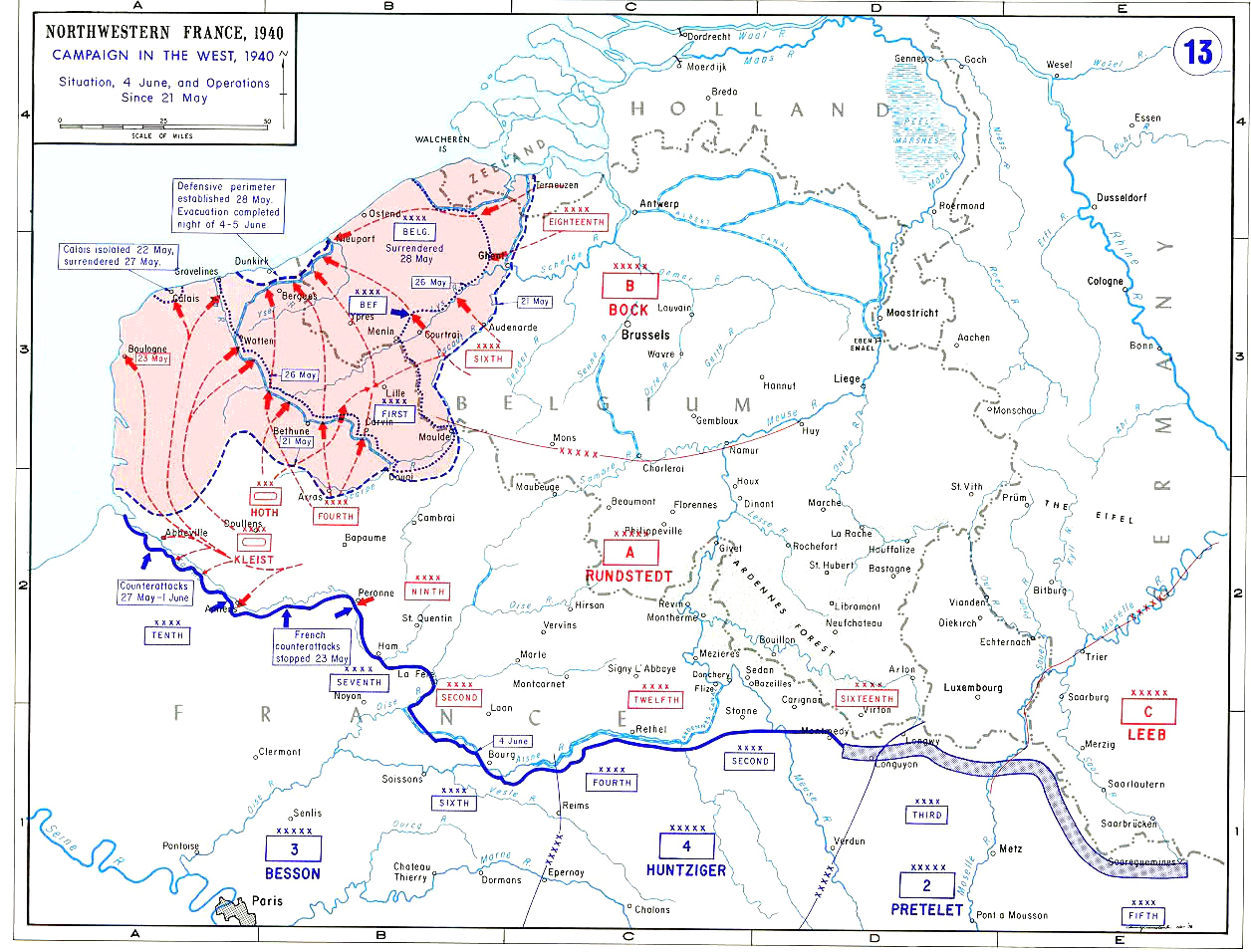
4 iunie: Dunkerque

## Resurse internet
- "Memoriaal Mei 1940" Muzeul Bătăliei de pe râul Lys (Leieslag) Arhivat în 1 iulie 2009, la Wayback Machine.